# Węgiel bitumiczny
Węgiel bitumiczny – pojęcie używane w stosunku do odmian węgla kamiennego oraz brunatnego, w ogólności oznaczające rodzaje węgla o wysokiej zawartości części lotnych – tzw. bitumów. 

## Węgiel kamienny
Ze względu na bardzo złożoną budowę węgli kopalnych nie ma jednej ogólnej, powszechnie akceptowanej w świecie klasyfikacji węgli. Węgiel bitumiczny jest węglem kamiennym o mniejszym stopniu uwęglenia niż antracyt. Węgiel bitumiczny stanowi około 52% zasobów węgla (98% węgla kamiennego), jest stosowany głównie w energetyce i przemyśle. W polskiej klasyfikacji węgli nie występuje określenie bitumiczny, odpowiada ono znacznej części rodzajów węgla kamiennego.

## Węgiel brunatny
W odniesieniu do węgla brunatnego terminem węgiel bitumiczny właściwy się określa węgiel wykazujący w pokładzie niską wilgotność (ok. 35–40% wag.) i niski ciężar oraz znaczną zwartością pierwiastków węgla i wodoru. Wyróżnia się on żółtym zabarwieniem. Występuje w formie soczew i warstw o miąższości do 0,4 m.